# Bahnhof Hon-Nagashino
Der Bahnhof Hon-Nagashino (jap. 本長篠駅, Hon-Nagashino-eki) ist ein Bahnhof auf der japanischen Insel Honshū, betrieben von der Bahngesellschaft JR Central. Er befindet sich in der Präfektur Aichi auf dem Gebiet der Stadt Shinshiro.

## Beschreibung
Mikawa-Kawai ist ein Durchgangsbahnhof und ehemaliger Trennungsbahnhof an der von JR Central betriebenen Iida-Linie, die Toyohashi mit Iida und Tatsuno verbindet. Zweimal täglich verkehrt der Schnellzug Inaji (伊那路) von Toyohashi nach Iida und zurück, dabei hält er jeweils auch in Hon-Nagashino. Regionalzüge verkehren alle 30 bis 60 Minuten in Richtung Toyohashi. In Richtung Iida werden täglich zwölf Züge angeboten, wobei einzelne bis nach Okaya an der Chūō-Hauptlinie durchgebunden werden. Die Bushaltestelle vor dem Bahnhof wird von zwei Linien der Gesellschaft Toyotetsu Bus und von einer Linie der Gesellschaft Shinshiro-shi S-Bus bedient.
Der Bahnhof steht im Stadtteil Nagashino, wenige Meter vom rechten Ufers des Flusses Ure entfernt. Die Anlage ist von Westen nach Osten ausgerichtet und besitzt vier Gleise, von denen zwei dem Personenverkehr dienen. Diese liegen an einem Mittelbahnsteig, der über einen Niveauübergang mit dem aus Holz errichteten Empfangsgebäude an der Nordseite verbunden ist. Der Hausbahnsteig war den Zügen der mittlerweile stillgelegten Taguchi-Linie der Bahngesellschaft Toyohashi Tetsudō vorbehalten.

## Geschichte

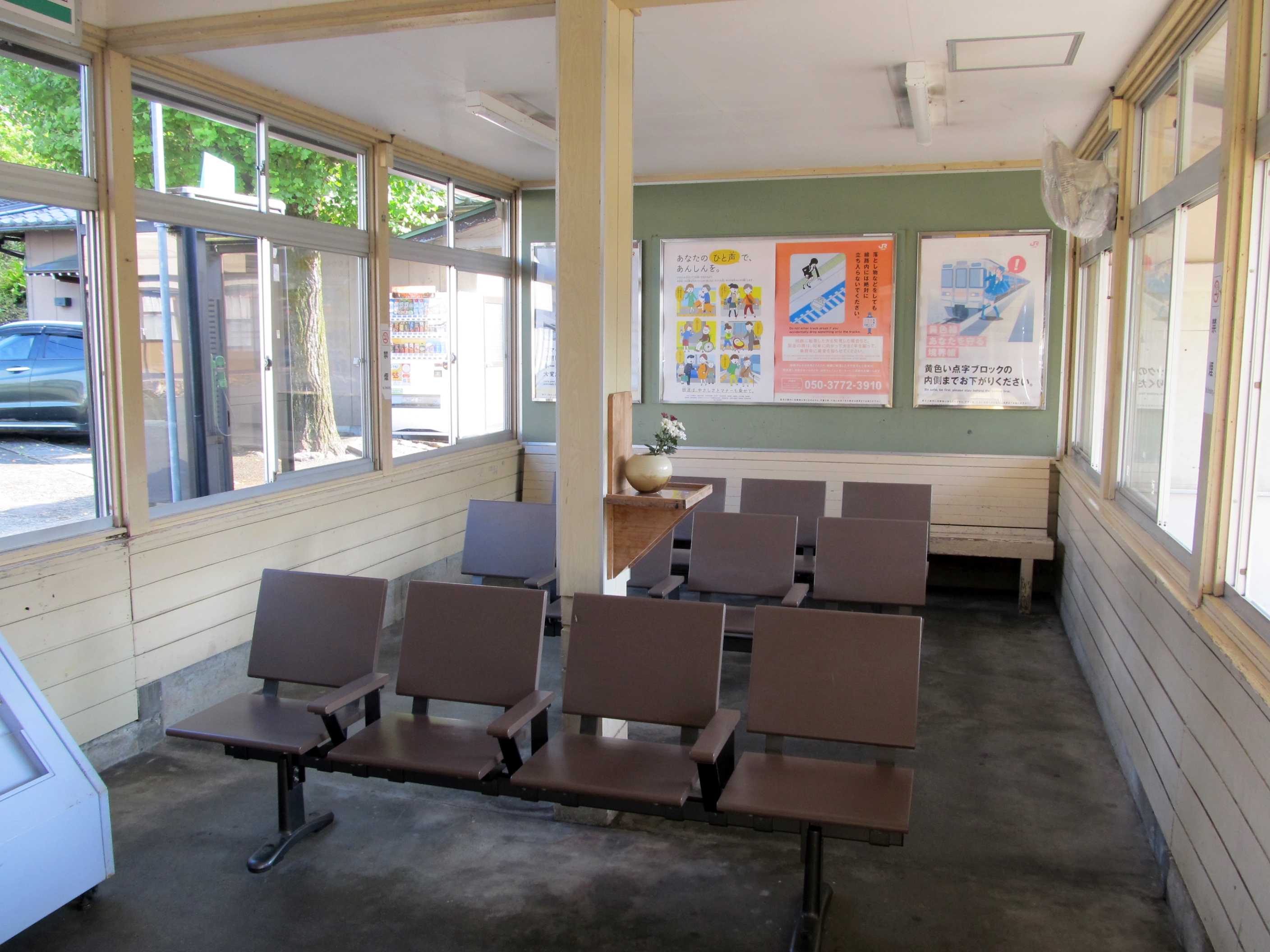
Wartesaal

Am 1. Februar 1923 eröffnete die Bahngesellschaft Hōraiji Tetsudō den Bahnhof, zusammen mit der Strecke von Ōmi nach Mikawa-Kawai. Zu Beginn trug er den Namen Hōraiji (鳳来寺), benannt nach einem mehr als zehn Kilometer entfernten buddhistischen Tempel. Am 15. März 1929 erfolgte die Umbenennung in Hōrai-Teraguchi (鳳来寺口). Etwas mehr als zwei Monate später, am 22. Mai 1929, nahm die Bahngesellschaft Taguchi Tetsudō den ersten Abschnitt der hier abzweigenden Taguchi-Linie nach Mikawa-Ebi in Betrieb; dreieinhalb Jahre später reichte die Strecke bis nach Mikawa-Taguchi.
Die Hōraiji Tetsudō wurde am 1. August 1943 verstaatlicht und bildete von nun an einen Teil der durchgehenden Iida-Linie; am selben Tag erhielt der Bahnhof seinen heutigen Namen. Für den Bahnbetrieb war das Eisenbahnministerium verantwortlich, ab 1949 die Japanische Staatsbahn. Hingegen war die Taguchi-Linie seit 1936 im Besitz der Meitetsu, an deren Stelle trat am 1. Oktober 1956 die Toyohashi Tetsudō. Letztere legte die Taguchi-Linie am 1. September 1968 still, womit Hon-Nagashino wieder ein reiner Durchgangsbahnhof war. Aus Kostengründen gab die Staatsbahn den Güterumschlag am 1. Dezember 1971, am 1. Februar 1984 auch die Gepäckaufgabe. Im Rahmen der Staatsbahnprivatisierung ging der Bahnhof am 1. April 1987 in den Besitz der neuen Gesellschaft JR Central über.